# Палаццо Дольфин-Манин
Палаццо Дольфин-Манин, Палаццо Дольфин-а-Сан-Сальвадор (итал. Palazzo Dolfin-Manin, Palazzo Dolfin a San Salvador) — дворец в Венеции на Гранд-канале, расположенный в сестиере (районе) Сан-Марко рядом с дворцами Палаццо Дандоло Паолуччи и Палаццо Бембо, неподалёку от моста Риальто и поблизости от «Поля Святого Сальватора» (Campo San Salvatore), отсюда второе название дворца.

## История
Строительство палаццо началось в 1536 году с реконструкции двух средневековых зданий по заказу знатной семьи Дольфин. Венецианский торговец и дипломат Дж. Дольфин потратил на строительные работы тридцать тысяч дукатов, огромную по тем временам сумму. Проект перестройки здания и оформления главного фасада, выходящего на Гранд-канал, составил Якопо Сансовино. В 1701 году полную реконструкцию здания осуществил архитектор Доменико Росси.
В 1789—1797 годах в палаццо жил последний дож Венеции Людовико Манин. Манин был обладателем баснословных доходов, но, имея слабый характер, не смог противостоять ультиматуму Наполеонa и 12 мая 1797 года принял капитуляцию перед французами. С конца 1797 года Венецианская республика перестала существовать, её владения разделили между собой Франция и Австрия. Бывший дож прожил ещё пять лет в своём дворце, испытывая презрение венецианцев.
Тем не менее с 1801 года Палаццо Дольфин стал официальной резиденцией семьи Манин, отчего впоследствии возникло двойное название. Значительную перестройку палаццо осуществил архитектор Джан Антонио Сельва, который ликвидировал внутренний двор, торговые лавки, стоявшие в портике, и заменил входную лестницу на более роскошную в неоклассическом стиле. Сельва также планировал переделать фасад, но давление общественного мнения того времени, которое выступало против разрушения элегантного фасада работы Сансовино в традиционном венециано-палладианском стиле, заставило его отказаться от этой идеи.
Дворец оставался собственностью семьи Манин до 1867 года, когда он был приобретён Королевским национальным банком (Banca Nazionale del Regno). Преемник последнего, Банк Италии (Banca d’Italia), в настоящее время имеет здесь своё венецианское отделение. Дворец претерпел несколько реставраций в 1968—1971 и 2002 годах.

## Архитектура и произведения искусства
Фасад, построенный в 1538—1545 годах по проекту архитектора Якопо Сансовино из белого истрийского камня, следует традиционному венецианскому стилю, с элементами, введёнными в архитектуру Андреа Палладио: абсолютная симметрия, просторная, открытая к каналу лоджия первого этажа, арочные окна второго и третьего этажей, чередующиеся с колоннами ионического ордера (на втором этаже) и коринфского ордера (на третьем). Межоконные промежутки отсутствуют в средней части фасада, что подчёркивает центр всей композиции.
Здание имеет внутренний двор, из которого на верхние этажи ведет большая лестница. Интерьеры палаццо представляют большую художественную ценность благодаря работам Джамбаттисты Тьеполо, которые он выполнил в 1747 году к свадьбе Лудовико Манин с Элизабеттой Гримани (1748).